# AES エレトロパウロ
AESエレトロパウロ（Enel Distribution São Paulo、Eletropaulo Metropolitana - Electricidade de São Paulo S.A）は、サンパウロ州の電力会社の1つである。前身のエレトロパウロは、1981年から1999年にかけて、サンパウロ州の電力を独占していた。
現在、エレトロパウロは500万人の顧客を抱え、株式はサンパウロ証券取引所で取引されている。親会社は、アーリントン郡に本社を設けるアメリカ合衆国籍のAESコーポレーションである。